# قهرمان محض
قهرمان محض (انگلیسی: Pure Heroine) نخستین آلبوم استودیویی لرد، خواننده-ترانه‌پرداز نیوزیلندی است که در ۲۷ سپتامبر ۲۰۱۳ از طریق یونیورسال، لاوا و ریپابلیک رکوردز منتشر شد. پس از چندین جلسه ناموفق با چندین ترانه‌نویس، اسکات مک‌لاکلن، نمایندهٔ استعدادیاب، لرد را با جوئل لیتل هماهنگ کرد. لیتل در تهیهٔ کل آلبوم با لرد همکاری کرد. ضبط آلبوم در گلدن ایج استودیوز در آوکلند انجام شد. قهرمان محض به عنوان یک آلبوم دریم پاپ، الکترونیکا و الکتروپاپ با تولید مینیمالیستی، بیس عمیق و بیت‌های برنامه‌ریزی‌شده توصیف شده‌است.
قهرمان محض به‌طور کلی نظرات مثبتی را از سوی منتقدان موسیقی دریافت کرد و بسیاری از آنها ترانه‌سرایی، تولید و اجرای آوازی لورد را ستودند. این آلبوم در فهرست پایان سال منتقدان قرار گرفت و نامزد دریافت بهترین آلبوم آواز پاپ در پنجاه و ششمین مراسم جایزه گرمی شد. این آلبوم به مضامین جوانی می‌پردازد و فرهنگ جریان اصلی، کاوش در ماتریالیسم، شهرت، فرهنگ مصرف‌کننده و پایگاه اجتماعی را نقد می‌کند. قهرمان محض به دلیل تأثیرگذاری بر موسیقی پاپ معاصر و به چالش کشیدن هنرمندان مدرن پاپ مورد توجه قرار گرفته‌است.
لرد تک‌آهنگ آغازین آلبوم، «سلطنتی‌ها» را منتشر کرد که به موفقیت‌های تجاری و انتقادی دست یافت؛ پس از آن تک‌آهنگ‌های «زمین تنیس»، «تیم» و «شکوه و خون» از آلبوم منتشر شدند. این آلبوم با فروش ۱۲۹٬۰۰۰ واحد، در شمارهٔ سوم جدول بیلبورد ۲۰۰ ایالات متحده آغاز به کار کرد و در شمارهٔ برتر جدول‌های ۱۲ بازار قرار گرفت. قهرمان محض یکی از پرفروش‌ترین آلبوم‌های سال ۲۰۱۴ بود. این آلبوم یک گواهی‌نامه پلاتین در پادشاهی متحده، دو پلاتین در کانادا و سه پلاتین در استرالیا و ایالات متحده دریافت کرده‌است و بیش از ۳ میلیون نسخه در سراسر جهان به فروش رسانده‌است.

## پیش‌زمینه
لرد از ۱۴ سالگی برای توسعه بینش صوتی و هنرمندانه‌اش با یونیورسال همکاری کرد. او در ۱۳ سالگی توسط مدیر برنامه‌هایش، اسکات مک‌لاکلن توانست قراردادی را با یونیورسال ببندد و در تلاش‌های ناموفق برای توسعه موسیقی خود، با چندین ترانه‌نویس همراه شد. مک‌لاکلن به هیت‌کورتز گفت، «اساساً فکر می‌کنم او فهمید که قرار است موسیقی خودش را بنویسد، اما به کسی نیاز داشت که در زمینه تولید به آن کمک کند.» لرد از سن «۱۳ یا ۱۴ سالگی» شروع به نوشتن ترانه با گیتار کرد. او سرانجام در دسامبر ۲۰۱۱ با نویسنده و تهیه‌کننده نیوزیلندی جوئل لیتل هماهنگ شد و روابط کاری آنها تقریباً بلافاصله سازگار شد. نخستین آلبوم چندآهنگه لرد (ئی‌پی کلاب عشق در سال ۲۰۱۳) توسط منتقدان موسیقی مورد ستایش قرار گرفت؛ آنها ئی‌پی را با آثار سایر هنرمندان زن پاپ آلترناتیو مانند اسکای فریرا، فلورنس اند د مشین، لانا دل ری و گرایمز مقایسه کردند. این ئی‌پی در نیوزیلند به شمارهٔ یک، در استرالیا، جایی که برای فروش ۳۵۰٬۰۰۰ نسخه واجد شرایط دریافت پنج گواهی‌نامه پلاتین بود، به شمارهٔ دو و به شمارهٔ بیست و سه بیلبورد ۲۰۰ ایالات متحده رسید.
قبل از شروع کار بر روی قهرمان محض، لرد گفت که قصد دارد نخستین آلبوم خود را یک کار «منسجم» کند. قهرمان محض مانند ئی‌پی کلاب عشق با تهیه‌کننده جوئل لیتل در گلدن ایج استودیوز، یک استودیوی کوچک بدون تکنولوژی گران‌قیمت، در آوکلند ضبط شد و ضبط آن در کمتر از یک سال به پایان رسید. در ابتدا، لرد و لیتل دموهای آلبوم را برای نمایندهٔ استعدادیاب، اسکات مک‌لاکلن پخش کردند و در این حین، آنها دربارهٔ ترانه‌ها بحث و تبادل نظر کردند و جنبه‌های ترانه‌ها را تغییر دادند. لرد بعداً متن آلبوم را به جیمز لو، دوست‌پسرش در آن زمان نشان داد و گفت به اشتراک گذاشتن چیزهایی با او، الهام‌بخش برای نوشتن بیشتر آلبوم است. نظارت بر ضبط آلبوم توسط لورد و لیتل انجام شد و مک‌لاکلن آن را یک روند منصفانه کوتاه مدت توصیف کرد؛ بیشتر مواردی که لرد برای آنها اجرا کرد در آلبوم به پایان رسید. لورد می‌خواست موسیقی خودش را بنویسد و محتوای آلبوم را به صورت مشترک با لیتل. ده ترانه با هفت یا هشت قطعه برش‌یافته در فهرست نهایی قطعه‌های آلبوم گنجانده شدند. لورد و مک‌لاکلن تصمیم گرفتند که فهرست نهایی قطعه را برای جلوگیری از «موارد پر کننده» همان ده ترانه نگه دارند.

## فهرست قطعه‌ها
تمام قطعه توسط الا یلیچ-اوکانر و جوئل لیتل نوشته و توسط لیتل تهیه شده، به‌جز آنهایی که ذکر شده‌است.
| قهرمان محض – نسخهٔ استاندارد | قهرمان محض – نسخهٔ استاندارد                             | قهرمان محض – نسخهٔ استاندارد |
| شماره                       | نام                                                     | مدت                         |
| --------------------------- | ------------------------------------------------------- | --------------------------- |
| ۱.                          | «زمین تنیس»                                             | ۳:۱۸                        |
| ۲.                          | «۴۰۰ لوکس»                                              | ۳:۵۴                        |
| ۳.                          | «سلطنتی‌ها»                                              | ۳:۱۰                        |
| ۴.                          | «دنده‌ها»                                                | ۴:۱۸                        |
| ۵.                          | «فصل تراشیدن مو»                                        | ۴:۰۶                        |
| ۶.                          | «تیم» (تهیه‌کننده‌ها: لیتل، یلیچ-اوکانر[a])               | ۳:۱۳                        |
| ۷.                          | «شکوه و خون»                                            | ۳:۳۰                        |
| ۸.                          | «هنوز عاقل»                                             | ۳:۰۸                        |
| ۹.                          | «نوجوانان دندان سفید»                                   | ۳:۳۶                        |
| ۱۰.                         | «یک جهان به تنهایی» (تهیه‌کننده‌ها: لیتل، یلیچ-اوکانر[a]) | ۴:۵۴                        |
| مجموع مدت:                  | مجموع مدت:                                              | ۳۷:۰۸                       |

| قهرمان محض – نسخهٔ ژاپنی | قهرمان محض – نسخهٔ ژاپنی               | قهرمان محض – نسخهٔ ژاپنی |
| شماره                   | نام                                   | مدت                     |
| ----------------------- | ------------------------------------- | ----------------------- |
| ۱۱.                     | «شجاعت ظاهری»                         | ۳:۴۱                    |
| ۱۲.                     | «سوینگین پارتی» (نویسنده: پل وستربرگ) | ۳:۴۲                    |
| ۱۳.                     | «شجاعت ظاهری» (ریمیکس Fffrrannno)     | ۳:۴۳                    |

| قهرمان محض – نسخهٔ گسترده (فقط دیجیتال) | قهرمان محض – نسخهٔ گسترده (فقط دیجیتال) | قهرمان محض – نسخهٔ گسترده (فقط دیجیتال) |
| شماره                                  | نام                                    | مدت                                    |
| -------------------------------------- | -------------------------------------- | -------------------------------------- |
| ۱۱.                                    | «بهتر نیست»                            | ۲:۵۰                                   |
| ۱۲.                                    | «شجاعت ظاهری»                          | ۳:۴۱                                   |
| ۱۳.                                    | «اسکناس‌های میلیونی دلاری»              | ۲:۱۸                                   |
| ۱۴.                                    | «ئی‌پی کلاب عشق»                        | ۳:۲۱                                   |
| ۱۵.                                    | «گازگرفتن»                             | ۳:۳۳                                   |
| ۱۶.                                    | «سوینگین پارتی» (نویسنده: وستربرگ)     | ۳:۴۲                                   |
| مجموع مدت:                             | مجموع مدت:                             | ۵۶:۴۴                                  |

توضیحات
- ^  نشان‌دهندهٔ یک تهیه‌کننده افزوده‌است